# Gebrüder Einfalt Blechspielwarenfabrik

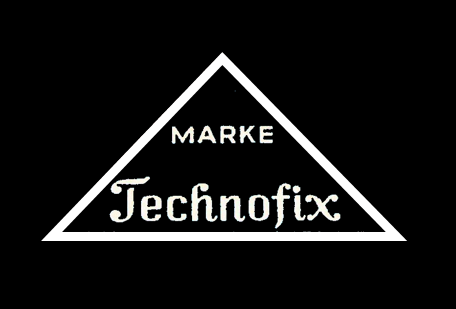
Logo „MARKE Technofix“

Die Firma Gebrüder Einfalt Blechspielwarenfabrik Nürnberg (GEN) – Technofix war ein deutscher Hersteller von Blechspielzeug und einer der größten Spielzeughersteller Nürnbergs. Das Unternehmen wurde 1922 gegründet und bestand bis zur Einstellung der Produktion 1978.

## Geschichte
Georg Einfalt (* 2. Dezember 1893 in Nürnberg; † 1953) absolvierte ab 1907 bei seinem Onkel, dem Spielwarenfabrikanten Johann Distler seine Lehre als Werkzeugmacher. Er besuchte von 1910 bis 1912 Abendkurse auf der Baugewerbeschule und arbeitete für verschiedene Spielzeugfirmen. Nach seinem Kriegsdienst an der Westfront des Ersten Weltkriegs kehrte er in die Blechspielwarenfabrik seines Onkels zurück.
1919/20 entwickelte Einfalt in seiner Freizeit eigene Spielzeugartikel und gründete mit seinem Bruder Johann Einfalt und Teilhaber Franz Heussinger 1922 die „Gebrüder Einfalt Mechanische Blechspielwarenfabrik“. Georg Einfalt überließ seine patentrechtlich geschützten Entwicklungen der Firma kostenlos. Heussingers Anteile wurden nach seinem Tod 1925 von Ernst Pretzfelder übernommen. Johann Einfalt, der seine Lehre bei Georg Kellermann in der Firma Bub absolviert hatte, verließ das Unternehmen 1928. Die kaufmännische Leitung übernahm Helene Betz, die später Prokura erhielt und bis zu ihrem Ruhestand 1958 bei der Firma beschäftigt war.
In den Anfangsjahren wurden hauptsächlich Gros- und Zugabeartikel hergestellt. Mit der Herstellung des „Kosmos-Baukasten“ für Franckh-Kosmos tauchte 1926 erstmals der Markenname Technofix auf. Dieser auf „neuartigen Verbindungselementen“ beruhende Baukasten sollte als „Uebungs- und Anschauungsmittel für Lehranstalten jeder Art, insbesondere für technische Lehranstalten“ dienen; die Elemente wurden nicht verschraubt, sondern mittels Ösen zusammengesteckt.
Ab 1930 nahm die Firma die Fabrikation eigener Uhrwerke auf; durch gestiegenen Absatzzahlen wurden jedoch später zusätzliche Antriebe bei der Firma Bühler zugekauft. Technofix verdankte den Erfolg der technischen Spielwaren vor allem den Erfindern Georg Einfalt und dessen Sohn Alfred sowie dem Mustermacher Fritz Lober. Auch der firmeneigene Formenbau trug zum Wachstum des Unternehmens bei. Wenn Neuheiten gleichzeitig auf den Markt kommen sollten stieß Technofix an Kapazitätsgrenzen, weswegen Aufträge außer Haus vergeben wurden. Wichtige Exportmärkte waren die USA, Kanada, Holland, Belgien, die Schweiz und Italien; etwa 80 Prozent der Produktion wurden dorthin exportiert. Viele Produkte von Technofix wurden durch den Grossisten Moses Kohnstam vertrieben.
Während der Zeit des Nationalsozialismus verließ der Jude Ernst Pretzfelder den Betrieb und wanderte 1938 nach Amerika aus, wo er bis zu seinem Tod 1955 als Ernest Fields lebte. Georg Einfalt hatte sich mit Pretzfelder geeinigt und ihn ausbezahlt. In den Jahren vor 1939 beschäftigt die Firma um die 120 Arbeiter und Angestellte. Während des Zweiten Weltkriegs wurde auch bei Technofix auf Kriegsgüterproduktion umgestellt, hier wurden nun Filter für Gasmasken gefertigt. Nach Kriegsende war es dem Firmeninhaber daher vorerst nicht erlaubt den Betrieb zu leiten, Einfalt wurde aber Mitte 1946 rehabilitiert. Helene Betz, zu dieser Zeit Prokuristin der Firma, führte das Unternehmen gemeinsam mit Georgs Sohn Johann bis zum Wiedereintritt Einfalts. Neben Spielwaren stellte der Betrieb 1945 zudem Wärmeflaschen, Pfännchen oder Kasserollen für die „Headquarters Third U.S. Army Exchange Service, Procurement Officer Munich“ her. Auch von den produzierten Spielwaren (kenntlich durch die Markung „Made in U.S. Zone West Germany“) gingen etwa 90 Prozent in die Vereinigten Staaten.
Georgs zweiter Sohn, der Werkzeugmacher Alfred Einfalt, war 1947 aus der Gefangenschaft zurückkehrt und in das Unternehmen eingetreten. Auch Ernest Fields kehrte nach 1946 wieder in das Unternehmen zurück, wozu er zweimal jährlich von den USA nach Nürnberg reiste. In den Jahren des Wirtschaftswachstums wurde der Betrieb in der Nürnberger Austraße 70 zu klein, sodass ab 1958 auf einem 10.000 Quadratmeter großen Areal in der Zweigstraße 11/13 eine neue Firmenzentrale mit Produktionshalle, Lager und Verwaltung entstand. In dem Unternehmen waren zu dieser Zeit rund 100 Mitarbeiter beschäftigt.
Nach dem Ableben Georg Einfalts (1953) und dem Tod Ernest Fields (1955) waren die Söhne des Firmengründers Alleininhaber von Technofix, worauf Alfred Einfalt den technischen und Johann den kaufmännischen Bereich leitete. Nachdem sein Bruder Johann im Januar 1974 verstorben war, führte Alfred Einfalt die Firma bis 1978 weiter. In diesem Jahr setzte er sich zur Ruhe. Der Spielzeughersteller brachte zwischen 1972 und 1978 allerdings lediglich noch 18 Neuheiten auf den Markt, die der fernöstlichen Konkurrenz Paroli bieten sollten. Aber auch bei Technofix kam der Umstieg ins Plastikzeitalter zu spät. Ein Großteil der Produktionsmaschinen wurde an die Mechaniker-Innung Mittelfranken verkauft. Alfred Einfalt verschied im Oktober 1991.

## Produkte

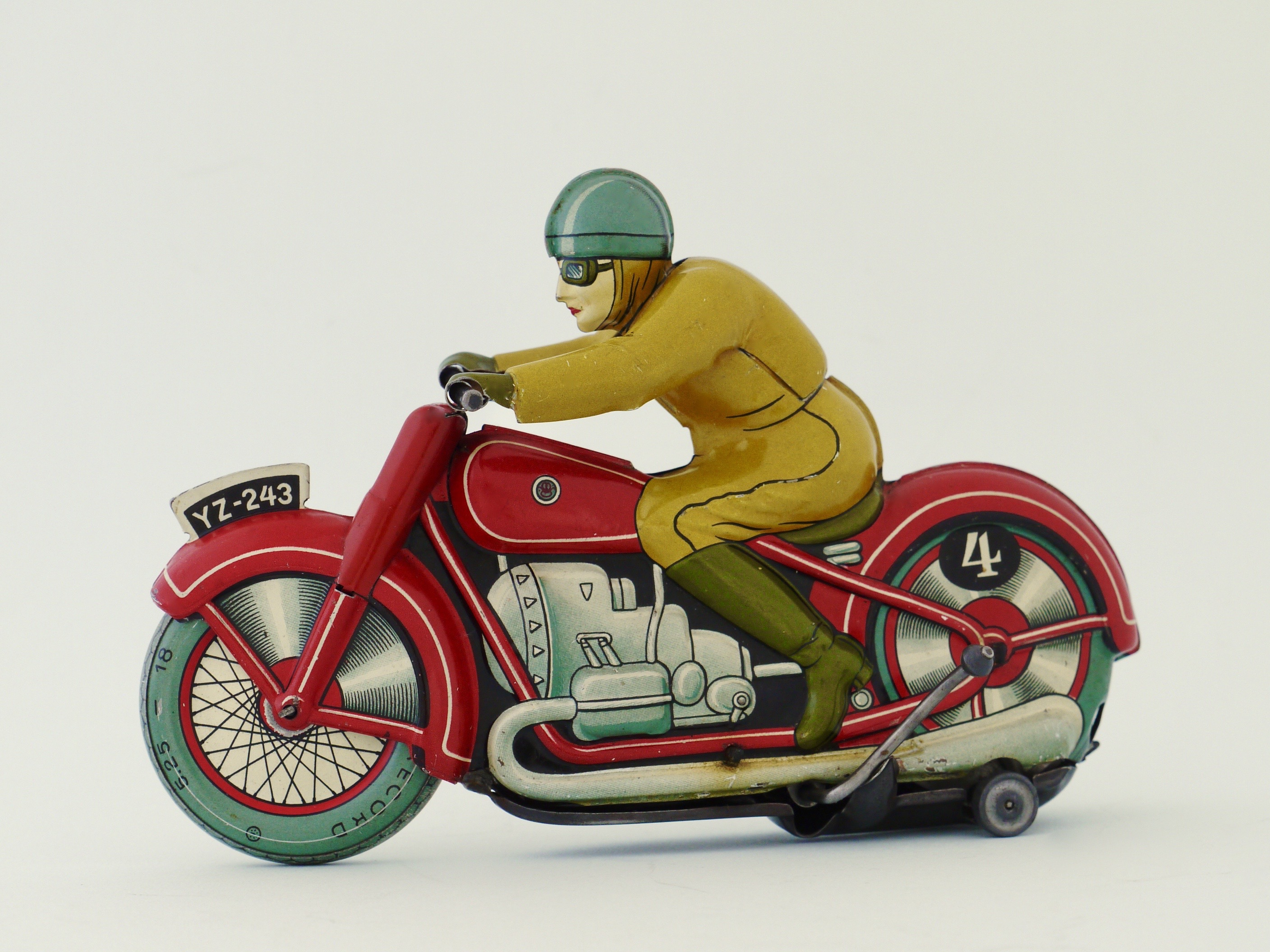
Technofix Rennfahrer YZ-243, 1936

### Vor dem Zweiten Weltkrieg (Auswahl)
- Pennytoys, produziert bis etwa 1935
- Automodelle wie die Limousine Nr. 238 von 1935
- Flugzeuge samt Zeppelin, Schiffe und Motorradfahrer
- mit Uhrwerk betriebene Wagen inklusive Scheinwerfer und beweglichen Vorderrädern
- Straßenwalzen (Straßenlokos)
- Tiere und menschlichen Figuren des Alltagslebens, oft als Paare hergestellt; auch Indianer, Boxer, Ritter, Schlittschuhläufer, Vögel, Schweine, Elefanten und andere wie der Boxkampf zwischen einem Boxer und einem Känguru oder ein kleines Mädchen auf dem Nachttopf
- Baukästen

Die lithografierten Spielwaren von Technofix sind heute noch bei Liebhabern gefragt. Spielsachen aus der Vorkriegsproduktion erzielten bei Auktionen nicht selten Preise von über 1.000 US-Dollar.

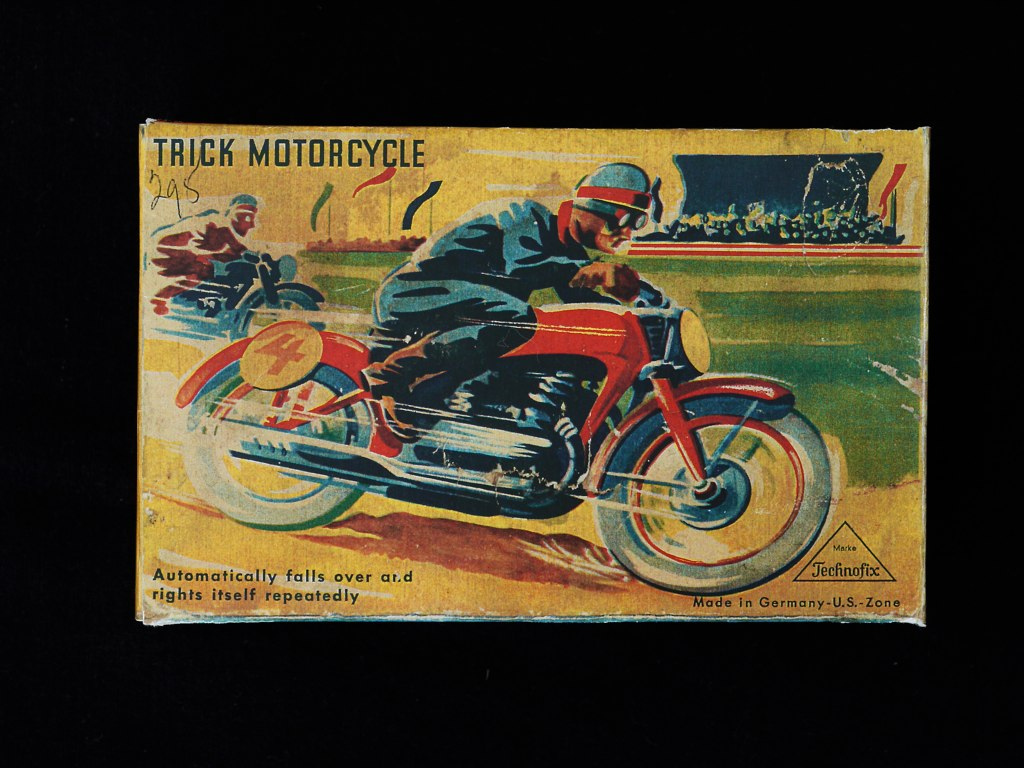
Verpackung des Modells Technofix GE 255 aus den 1950er Jahren

### Nach dem Zweiten Weltkrieg (Auswahl)
- Blechbahnen und Blechlandschaften mit etwa 100 unterschiedlichsten Szenerien, hierzu gehörten auch die Tankstelle, der Sportplatz oder der Alpinexpress (bis Ende der 1960er Jahre)
- Motorräder wie der „Stürzende Motorradfahrer“ Nr. 258
- Zirkusaffe
- Clown